# Velimir Maximilian

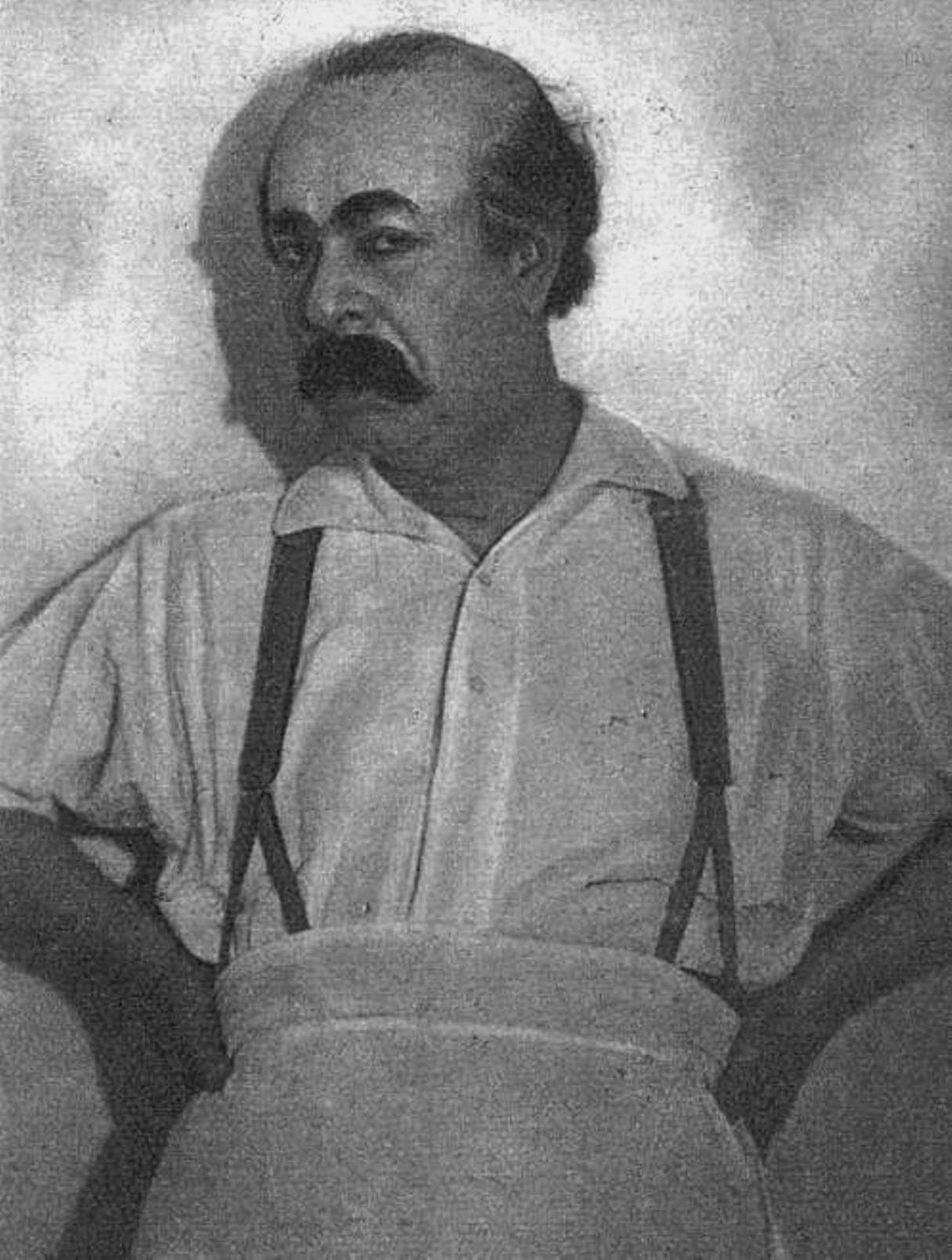
Velimir Maximilian în rolul din 'César', 1930.

Velimir-Vladimir Maximilian, menționat uneori ca V. Maximilian, (n. 18 august 1882, Buzău, România – d. 18 august 1959, București, România) a fost un actor român. Studii: Școala primară nr. 2 și cinci clase la Liceul "Al. Hasdeu" din Buzău. De la vârsta de 11 ani este remarcat pentru vocea sa deosebită și cooptat în corul Seminarului din Buzău, condus de compozitorul și dirijorul Nicolae Severeanu. La îndemnul lui Basil Iorgulescu și cu sprijinul lui I.L. Caragiale, se înscrie la 11 septembrie 1900 la Conservatorul de Muzică și Declamație din București.
S-a impus de timpuriu în roluri variate, de operetă, comedie și dramă. A fost un consecvent animator al operetei. A activat în compania a soților Tony și Lucia Sturdza-Bulandra, precum și în alte companii și societăți teatrale, impunându-se prin deosebitele sale calități de actor comic: umorul, discreția și măsura. A creat tipuri remarcabile: Jupân Dumitrache din „O noapte furtunoasă” de Ion Luca Caragiale, Topaze din „Topaze” și César din „Marius”, două piesele de Marcel Pagnol, etc. Preocupat de rolul social al teatrului, a scris cartea „Teatru, actor și public” (1913). Este autorul unui volum de amintiri.
A fost distins cu titlul de Artist al Poporului (1954).
A decedat în 1959 și a fost înmormântat în Cimitirul „Sf. Vineri” din București.

## Distincții
Pentru meritele sale artistice, actorul V. Maximilian a primit următoarele distincții:
- Ordinul Meritul Cultural în gradul de Cavaler cl. I, pentru teatru (23 septembrie 1942)[5]
- titlul de Artist Emerit al Republicii Populare Române (28 aprilie 1951)[6]
- titlul de Artist al Poporului din Republica Populară Romînă (26 august 1954) „pentru merite excepționale în domeniul dezvoltării artei”[7]
- Ordinul Muncii clasa I (6 iulie 1956) „cu prilejul împlinirii a 10 ani de la înfințarea Teatrului Armatei, pentru merite deosebite în muncă”[8]